# Santuari de la Mare de Déu de Bellulla
El Santuari de la Mare de Déu de Bellulla o Santuari de Bellulla és un centre religiós i de pelegrinatge de Canovelles (Vallès Oriental), a l'actual veïnat de Bellulla. El conjunt es formà entorn una capella original, que custodiava la Mare de Déu de Bellulla (imatge del segle xiii), i anà creixent de forma paral·lela a l'augment de la devoció cap a la Verge en terres vallesanes i a altres comarques properes, fins a arribar a ser convent de dominics a l'edat moderna. El 1835, amb la desamortització, acabà el culte al santuari.

## Origen
El santuari tindria el seu origen en una llegenda sorgida entorn la invenció (troballa, aparició) de la imatge de la Mare de Déu de Bellulla. La llegenda més estesa explica com una pastora canovellina del començament del segle XIII va localitzar al turó on més tard s'aixecaria el santuari (a l'actual serra de Bellulla i, particularment, a Can Recolons) un pou amb una cova amb la imatge d'una Verge, més tard dita de Bellulla. La tradició, recollida al segle xviii pel clergue Tomàs Palmerola –dominic vicari del santuari– explica aquests origen, comú a altres troballes de marededéus.
L'any 1279 ja existia una capella per a guardar la imatge. En aquells temps la devoció dels habitants de la contrada devia començar a ser important, ja que a finals del segle la capella-santuari comptava amb vicari propi. Es considerava que la Mare de Déu de Bellulla era protectora de la vista.
És, precisament, la característica protectora de la vista per part d'aquesta Mare de Déu de Bellulla la que explica l'origen del nom, que etimològicament seria una construcció derivada de “bell ull” o “bell ullada”, fent referència a bona vista.

## Plenitud
Bellulla era el destí final de peregrinacions vingudes de Canovelles i de tot el Vallès, així com del Maresme i altres comarques de l'entorn. Les peregrinacions es feien en dies diversos en funció de la procedència dels peregrins. Els canovellins celebraven la festivitat de la Mare de Déu de Bellulla el Dilluns de Pasqua, en peregrinació. Els habitants d'altres parròquies organitzaven les peregrinacions en dies diferents.
Al segle xv el taller dels germans Vergós, reconeguts pintors d'estil gòtic, autors del retaule de Sant Esteve de Granollers –avui dia conservat al MNAC–, van rebre l'encàrrec d'elaborar unes taules per al santuari de Bellulla. El taller dels Vergós va produir per al santuari de Bellulla dues taules amb representacions de santa Llúcia i santa Àgata –avui dia conservats a l'Art Institute of Chicago, als Estats Units d'Amèrica– i una taula, potser per a l'altar principal, on es representava una Crucifixió, amb Santa Maria i Sant Joan als peus de la creu. Aquesta darrera taula avui dia forma part d'una col·lecció particular. L'encàrrec a un taller de renom com era el dels Vergós evidencia la plenitud de Bellulla. Aquestes obres de pintura gòtica poden veure's al web de l'Ajuntament de Canovelles.
Entre 1611 i 1835 els dominics del convent de Santa Caterina de Barcelona establiren casa a Bellulla, fent-se càrrec del santuari. Malgrat les disputes que això suposà amb els responsables de l'església parroquial de Sant Feliu de Canovelles, la butlla del papa Pau V de 1607 fou un element clau per a determinar la presència dominica a Canovelles, que es va perllongar per espai de més de dos-cents anys. La desamortització de Mendizábal de 1835 va forçar l'exclaustració i els béns foren venuts.

## Època contemporània
La imatge de la Verge de Bellulla, juntament amb els altres béns, es van vendre després de la desamortització. La parròquia de Sant Feliu va poder recuperar per a Canovelles la imatge l'any 1872, mentre l'edifici del santuari va passar per diversos propietaris. L'edifici actualment és propietat privada. A inicis del segle xx es van fer reformes per adequar la casa, mantenint la capella de Bellulla amb usos particulars.